# 게이르 뢴닝
게이르 뢴닝(Geir Rønning, 1962년 11월 5일 ~ )는 노르웨이 가수이다. 유로비전 송 콘테스트 2005에서 핀란드 대표로 참가했다.

## 디스코그래피

### 앨범
- 1996: Første gang
- 2005: Ready for the Ride
- 2008: Bare du som vet

### 싱글
- 2002: "I Don't Wanna Throw It All Away"
- 2004: "I Don't Need to Say"
- 2005: "Why?"
- 2006: "Lost and Found" (Jorun Erdal and Geir Rönning)

## 같이 보기
- 핀란드의 유로비전 송 콘테스트 참가
- 유로비전 송 콘테스트 2005